# ニューヨーク市域の空港一覧

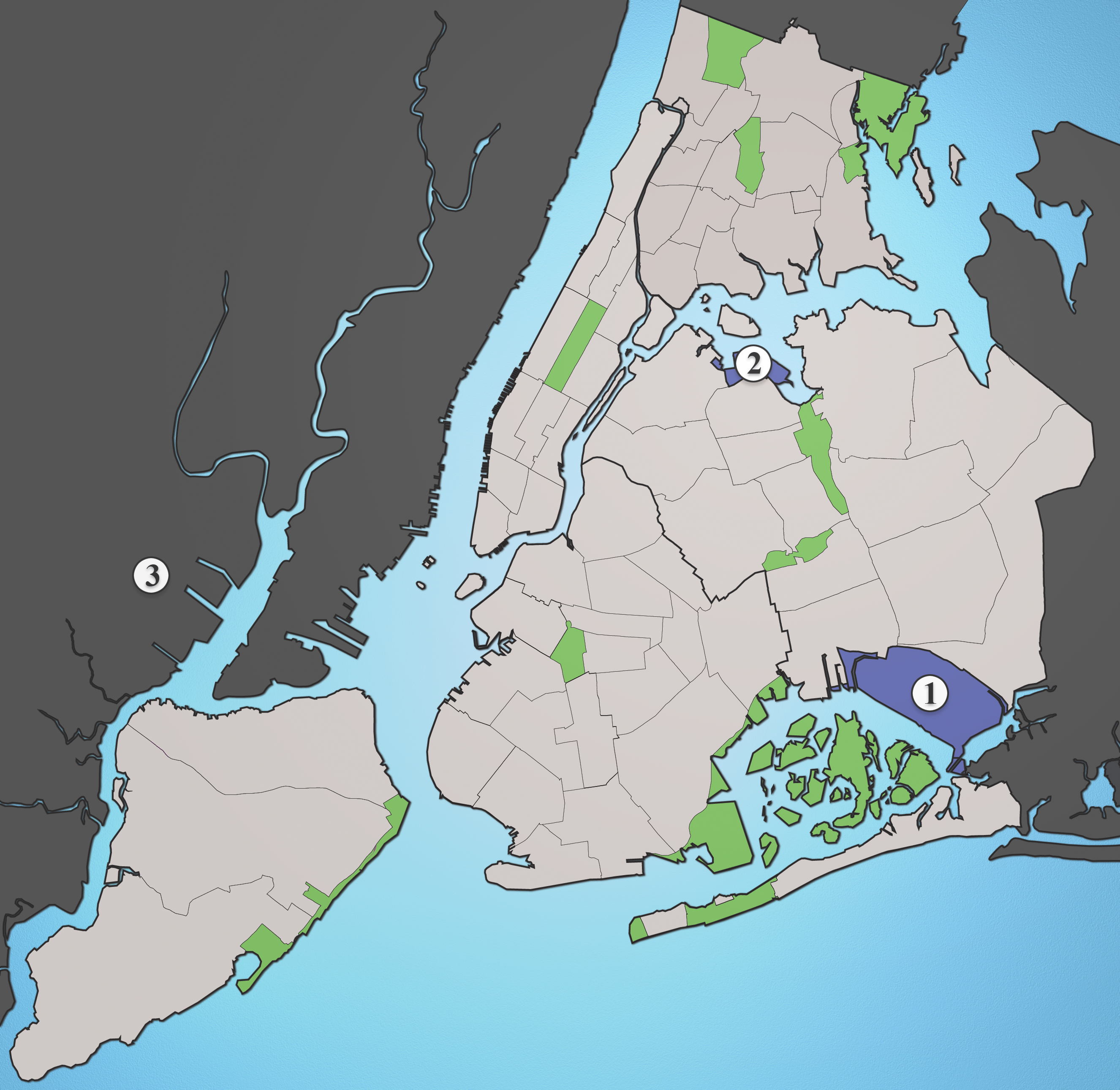
ニューヨーク市とその3つの主要空港の位置:
1) JFK、2) LGA、3) EWR

下記は、トリ＝ステーツ（ニューヨーク＝ニュージャージー＝コネチカット）都市圏内にあるエアスペース・クラスBの空港一覧である。

## 主要空港
次の3つの空港は全てニューヨーク・ニュージャージー港湾公社によって運営され、定期便が就航している。
| 空港名                         | 空港コード |
| ------------------------------ | ---------- |
| ジョン・F・ケネディ国際空港    | JFK        |
| ニューアーク・リバティ国際空港 | EWR        |
| ラガーディア空港               | LGA        |

「アメリカ合衆国、ニューヨークの全ての空港」というと誤解を招きやすいが、IATAコード「NYC」は、これら3つの空港を表すために用いられる。

## 他の空港
テターボロは、ニューヨーク使用の主なゼネラル・アビエーションであり、ニューヨーク・ニュージャージー港湾公社によって運営される。ウェストチェスター、スチュワート、ツイード・ニューヘイブンには、定期便が就航している。さらに、ロンコンコマのロングアイランド・マッカーサー空港には、国内の商用・一般の便も就航している。この空港は、ロングアイランド鉄道のロンコンコマ駅の近くに位置し、サウスウエスト航空は未だに「ニューヨーク空港」という名称を使っている。スチュワートは、大型機（スペースシャトルも扱う）のために整備されており、国内便が就航している。空港は、無益な民営化の後、2007年1月、港湾公社が買い取っている。エセックス・カウンティ空港は、ダウンタウン・マンハッタンへの所要時間が15分で、主に練習機、軽飛行機に使われる。残りの空港は主として一般の飛行機を扱い、ニューヨーク市及びその近隣で利用される。ニューヨーク市域で、JFK、LGA、EWRの他に、トップ3の空港として、ウェストチェスター・カウンティ空港、スチュワート空港、マッカーサー空港が挙げられる。
- セントラル・ジャージー地方空港（JVI）
- エセックス・カウンティ空港（CDW）
- グリーンウッド・レイク空港（4N1）
- ハケッツタウン空港（N05）
- シコルスキー記念空港（BDR）
- リンカーン・パーク空港（N07）
- リンデン空港（LDJ）
- リトル・フェリー水上飛行場（ISP）
- モーリスタウン町営空港（MMU）
- ニュートン空港（3N5）
- オールド・ブリッジ空港（3N6）
- プリンストン空港（39N）
- レプブリック空港（FRG）
- ソルバーグ＝ハンタードン空港（N51）
- サマーセット国際空港（SWF）
- テターボロ空港（TEB）
- トレントン＝マーサー空港（TTN）
- トレントン＝ロビンスヴィル空港（N87）
- ツイード・ニューヘイブン地方空港（HVN）
- ツイン・パイン空港（N75）
- ウェストチェスター・カウンティ空港（HPN）